# Farruj Dustov
Farrukh Dustov (Taskent, 22 de mayo de 1986) es un tenista profesional uzbeko. Principalmente participa en el ámbito del circuito de la ATP Challenger Series y circuito ITF Futures.

## Carrera
Su ranking más alto en la carrera ha sido el puesto 98, alcanzado el 23 de febrero de 2015. El 24 de febrero de 2014 logró su ranking más alto en dobles alcanzando el puesto Nº 176.
Ha ganado hasta el momento 7 títulos de la categoría ATP Challenger Series. Tres de estos títulos fueron en la modalidad de individuales, mientras que los cuatro restantes en dobles.

### Copa Davis
Desde el año 2005 es integrante del Equipo de Copa Davis de Uzbekistán. Tiene un récord de partidos ganados/perdidos de 15/21 (9/14 en individuales y 6/7 en dobles).

### 2014
Farrukh Dustov navegó hacia el título en su país en el Challenger de Samarcanda 2014, perdiendo un set en el camino a su tercera corona de Challenger y el primero desde 2011. El cuarto favorito derrotó al finalista por primera vez, Aslan Karatsev por 7-6(4), 6-1 en la final. Dustov es el tercer uzbeko en ganar en Samarcanda, siguiendo los pasos de Oleg Ogorodov (1999, 2001) y Denis Istomin (2011).

## Títulos; 8 (4 + 4)
| Leyenda                     | Individuales | Dobles |
| --------------------------- | ------------ | ------ |
| Grand Slam                  | 0            | 0      |
| ATP World Tour Finals       | 0            | 0      |
| ATP World Tour Masters 1000 | 0            | 0      |
| ATP World Tour 500 Series   | 0            | 0      |
| ATP World Tour 250 Series   | 0            | 0      |
| ATP Challenger Series       | 4            | 4      |

### Individuales
| N.º | Fecha      | Torneo                   | Superficie | Oponente en la final | Resultado     |
| --- | ---------- | ------------------------ | ---------- | -------------------- | ------------- |
| 1.  | 22.07.2006 | Challenger de Penza      | Dura       | Ti Chen              | 5–7, 6–2, 6–4 |
| 2.  | 07.08.2011 | Challenger de Pekín      | Dura       | Tsung-Hua Yang       | 6–1, 7–6(4)   |
| 3.  | 17.05.2014 | Challenger de Samarcanda | Tierra     | Aslan Karatsev       | 7-64, 6-1     |
| 4.  | 22.02.2015 | Challenger de Wrocław    | Dura (i)   | Mirza Bašić          | 6–3, 6–4      |

### Dobles
| N.º | Fecha      | Torneo                   | Superficie    | Pareja               | Rivales en la final             | Resultado         |
| --- | ---------- | ------------------------ | ------------- | -------------------- | ------------------------------- | ----------------- |
| 1.  | 12.09.2010 | Challenger de Alphen     | tierra batida | Bertram Steinberger  | Roy Bruggeling Bas van der Valk | 6-4, 6-1          |
| 2.  | 19.05.2013 | Challenger de Samarcanda | tierra batida | Oleksandr Nedovyesov | Radu Albot Jordan Kerr          | 6–1, 7–6(7)       |
| 3.  | 28.09.2013 | Challenger de Fergana    | Dura          | Malek Jaziri         | Ilija Bozoljac Roman Jebavý     | 6-3, 6-3          |
| 4.  | 26.10.2013 | Challenger de Kazan      | Dura (i)      | Radu Albot           | Igor Gerasimov Dzmitry Zhyrmont | 6-2, 6-73, [10-7] |